# Панглосс
Панглосс — персонаж філософсько-сатиричного роману Вольтера «Кандід». Він навчає головного героя в період його життя в фортеці Тундер-тен-Тронк у Вестфалії, Німеччина, а потім супроводжує Кандіда в його скитаннях та пригодах. Згідно з Вольтером, Панглосс був учителем «метафізико-теологіко-космолонігології».
На думку багатьох дослідників, Панглосс є карикатурою на німецького філософа XVIII ст. Готфріда Лейбніца, який вважав, що ми живемо у кращому зі світів . Так, Панглосс постійно стверджує, що «немає наслідків без першопричини», іншими словами, все, що існує від людського носа і до природних явищ має специфічне (і найчастіше антропоморфне) призначення по відношенню до людини.
Саме ім'я «Панглосс» походить від грецького «пан-», приставка, що означає «все», і англійського «глосс», що означає поверхневу, оманливу привабливість. За Іншою інтерпретаціею імені, використовується грецький корінь «глосс», що означає мову та мову. У цій інтерпретації ім'я «Панглос» може означати «одні слова».

## Панглоссіанізм
Як такий, термін «Панглосіанізм» означає безпідставний оптимізм, що нагадує ідеї самого Панглосса. Термін «Панглосіанський песимізм» використовується для опису позиції, яка стверджує, що оскільки ми живемо в кращому зі світів, нічого не може стати ще краще. Що знову відсилає читача до сатири над раніше згаданим Лейбніцем.
Термін «Парадигма Панглосса» був введений Стівеном Гулдом і Річардом Левонтіним для позначення точки зору в біології, яка стверджує, що всі властивості живих істот є адаптаціями під певні цілі та задачи, та наголошують на їх мінливості.